# Historisches Museum Shkodra

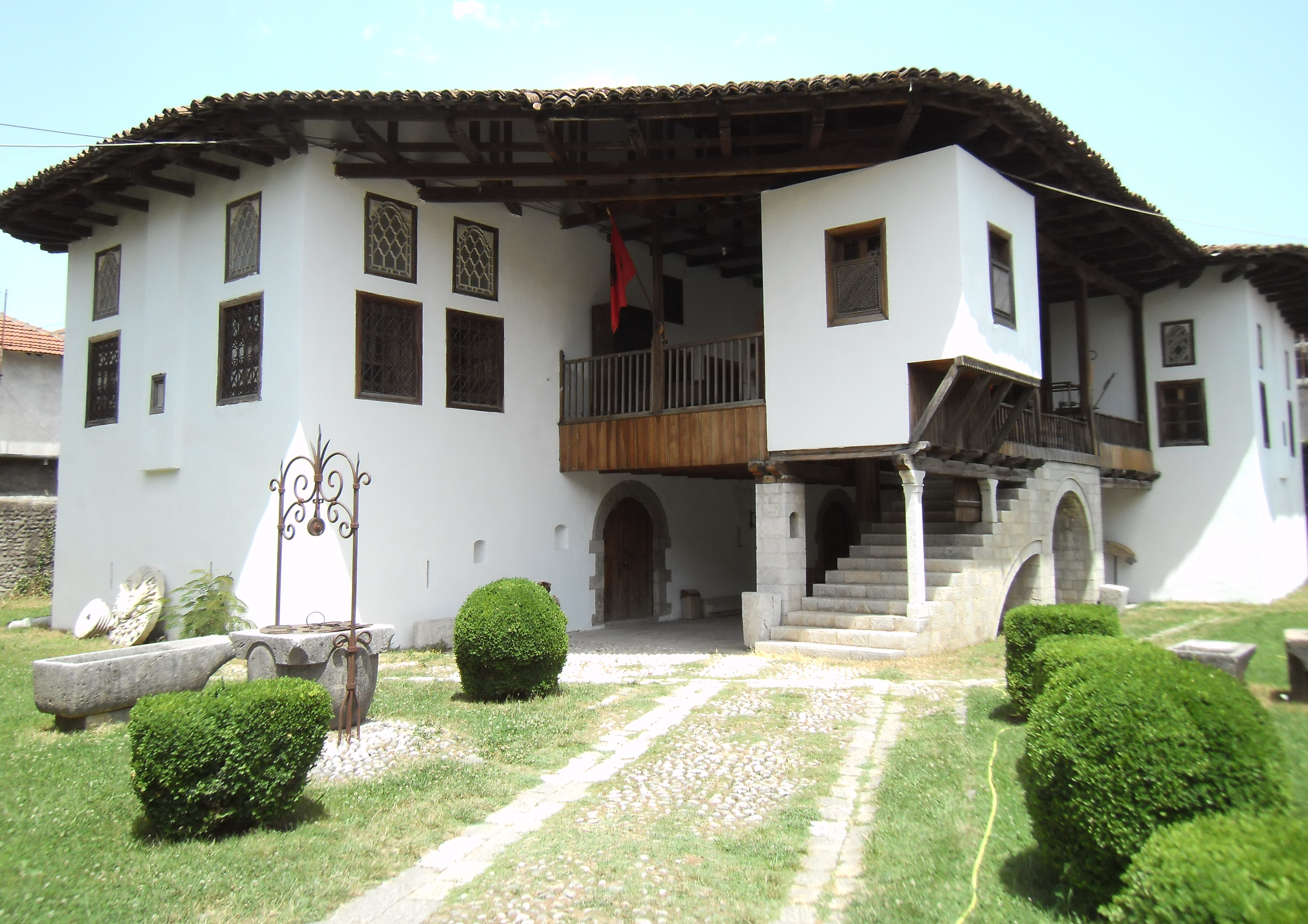
Das Historische Museum in Shkodra

Das Historische Museum (albanisch Muzeu Historik) der nordalbanischen Stadt Shkodra ist in einem alten Kaufmannshaus in osmanischem Baustil untergebracht, das nach Oso Kuka benannt ist.
Das im Jahr 1815 für den wohlhabenden Kaufmann und Freiheitskämpfer Osa Kuka erbaute typische Bürgerhaus ihrer Zeit steht, verborgen hinter einer hohen Mauer, an der nach ihm benannten Straße Rruga Osa Kuka 12. Das Gebäude ist vollständig restauriert.
Im Erdgeschoss werden archäologische Ausgrabungsfunde aus illyrischer (350 v. Chr.) und römischer Zeit präsentiert. Auch Artefakte aus früher christlicher Zeit sind ausgestellt. Im Obergeschoss findet der Besucher Ausstellungsstücke aus dem täglichen Leben der letzten Jahrhunderte. Auch im Garten stehen zahlreiche steinerne Funde aus römischer und venezianischer Herrschaftszeit.